# 遠藤正二朗
遠藤 正二朗（えんどう しょうじろう、1970年3月3日 - ）は、日本の実業家・ゲームクリエイター。

## 概要
東京都港区生まれ。安部譲二の息子。母は元日本航空のスチュワーデスでエッセイスト、音楽プロデューサーの遠藤瓔子。
日本テレネットを経て、1994年にフェイクラフトを設立するが、2000年に倒産し、ゲーム業界から一時離れる。2007年発売の『セツの火』で復帰した。2015年10月、ウィッチクラフトの代表取締役社長に就任したことが同社の公式サイトにて発表された。2021年3月、自身のTwitterで代表取締役を退任し、フリーランスとなったことを報告した。

## 作品リスト
- ビースト・ウォリアーズ（1991年、メガドライブ、RIOT）
- 魔法の少女シルキーリップ（1992年、メガドライブ、RIOT）
- Aランクサンダー 誕生編（1993年、メガドライブ、RIOT）
- メタルファイター・MIKU（1995年、セガサターン、ビクターエンタテインメント）
- マリカ 〜真実の世界〜（1997年、セガサターン、ビクターインタラクティブソフトウェア）
- ひみつ戦隊メタモルV（1998年、セガサターン、毎日コミュニケーションズ）
- ひみつ戦隊メタモルVデラックス（1998年、PlayStation、毎日コミュニケーションズ）
- プリズナー（1999年、PlayStation、毎日コミュニケーションズ）
- 4m（2000年、Windows、くるみ）
- セツの火（2007年、Windows、メディア・ビジョンエンタテインメント）
- THE 裁判員 〜1つの真実、6つの答え〜（2009年、ニンテンドーDS、ディースリー・パブリッシャー）
- 仮面ライダーバトルガンバライド カードバトル大戦（2010年、ニンテンドーDS、バンダイナムコゲームス）
- ヒーローズファンタジア（2012年、PlayStation Portable、バンダイナムコゲームス）
- 解放少女 SIN（2013年、PlayStation 3、MAGES.）(設定・構成・脚本)
- 解放少女 SIN（2014年、PlayStation Vita、MAGES.）(設定・構成・脚本)